# You're Losing Me
"You're Losing Me" é uma canção da cantora e compositora norte-americana Taylor Swift, presente na edição The Late Night de seu décimo álbum de estúdio, Midnights (2022). Escrita e produzida por Swift e Jack Antonoff, é uma balada mid-tempo conduzida por ritmos semelhantes a batimentos cardíacos e descreve o fim inevitável de um relacionamento romântico de longo prazo devido ao enfraquecimento do entendimento mútuo entre os parceiros. 
Originalmente, a canção foi incluída como uma faixa exclusiva da edição The Late Night do álbum, lançada apenas no formato de CD, disponível nos shows da The Eras Tour em East Rutherford a partir de 26 de maio de 2023. Posteriormente, em comemoração por ter se configurado como a artista mais reproduzida do ano no Spotify, Swift lançou a canção oficialmente em todas as plataformas de streaming em 29 de novembro de 2023.
Comercialmente, "You're Losing Me" liderou a parada de singles nas Filipinas e estreou no topo da parada US Digital Songs. Em outros lugares, alcançou a posição 15 na Billboard Global 200 e ficou entre os 20 primeiros na Austrália, Canadá, Irlanda, Nova Zelândia e Singapura.

## Antecedentes e lançamento
Em 28 de agosto de 2022, Taylor Swift compareceu a 39.ª edição do Video Music Awards pelas três indicações do curta de All Too Well. Com a vitória em Vídeo do Ano, a cantora anunciou ao final de seu discurso que seu novo álbum viria no dia 21 de outubro, e acrescentou que traria mais detalhes na à meia-noite do dia seguinte, 29 de agosto. Logo após a revelação, o website oficial da cantora foi atualizado com uma contagem regressiva e uma frase que dizia "encontre-me à meia-noite".[nota 1][6] Suas redes sociais também foram atualizadas com tal frase,[7] algumas canções de Swift no Spotify receberam alterações em suas canvas, com um visual apresentando uma contagem para a meia-noite.[8] Naquela meia-noite, Swift anunciou o título de seu décimo álbum de estúdio, Midnights, e publicou sua capa em seu site e em todas as suas contas nas redes sociais. Descreveu-o como "as histórias de 13 noites sem dormir espalhadas pela minha vida".[6] A lista de faixas não foi revelada imediatamente.[3] Jack Antonoff, um colaborador de longa data de Swift que trabalhou com ela desde seu quinto álbum de estúdio, 1989 (2014), foi confirmado como produtor em Midnights através de um vídeo postado na conta de Swift no Instagram em 16 de setembro de 2022, com a legenda "The making of Midnights".
Midnights foi lançado em 21 de outubro de 2022.[77] O álbum foi disponibilizado para pre-save e pré-venda no website da cantora.[78] Swift se envolveu em divulgações tradicionais para Midnights, após a promoção limitada de seus álbuns durante a pandemia de COVID-19.[79] Quatro videoclipes—para "Anti-Hero", "Bejeweled", "Lavender Haze" e "Karma"—foram lançados nos dias 21 e 25 de outubro de 2022, 27 de janeiro e 27 de maio de 2023, respectivamente.[80][81] No Midnights Manifest, Swift também divulgou que uma "surpresa muito caótica" aconteceria três horas após o lançamento do álbum. Isso se materializou em uma versão estendida do álbum exclusiva para streaming, intitulada Midnights (3am Edition), contendo sete novas faixas que Swift disse terem sido escritas mas, eventualmente, descartadas do álbum para limitar a edição padrão à 13 faixas.[82][83] "Anti-Hero" é o carro-chefe de Midnights[84], com a Republic Records lançando a canção para as rádios de adult contemporary dos EUA em 24 de outubro.[85] "Bejeweled" e "Question...?" tornaram-se singles promocionais em 25 de outubro, sendo lançadas para download digital no website de Swift[86][87]. Mais dois singles foram lançados posteriormente. "Lavender Haze" foi enviada as rádios em 29 de novembro de 2022 servindo como segundo single, e "Karma" em 1 de maio de 2023 como terceiro e último single.
Em 24 de maio de 2023, mais de 7 meses após o lançamento do álbum, Swift anunciou por meio de suas redes sociais o lançamento de mais duas novas versões do Midnights, no qual uma seria lançada nas plataformas digitais e outra estaria a venda apenas em formato físico para os shows de East Rutherford (e posteriormente nos shows realizados em Chicago). As duas novas versões, intituladas de The Til Dawn Edition e The Late Night Edition, trazem o relançamento das faixas "Snow On The Beach" (com mais vocais da cantora Lana Del Rey) e "Karma" (com participação da rapper Ice Spice), além do lançamento digital de "Hits Different" (anteriormente disponível apenas em formato de CD físico) e de uma faixa inédita chamada de "You're Losing Me (From The Vault)" no qual estaria disponível nos CDs físicos. A versão digital com "You're Losing Me" ficou a venda por 24 horas no site oficial de Taylor.
Em 25 de agosto de 2023, a plataforma musical chinesa QQ Music antecipou o lançamento da faixa por engano. Não se sabe exatamente o que causou o lançamento mas rumores apontam que houve um erro no agendamento da data chinesa, ocasionando o lançamento antecipado Em 16 de novembro de 2023, o site de vendas de Swift começou a vender o CD físico do The Late Night Edition por 24 horas, aumentando os rumores de um possível lançamento da faixa nas plataformas digitais. Pouco mais de 1 ano após o lançamento do álbum, Swift oficializou o lançamento da canção em todas as plataformas de música em 29 de novembro de 2023, como forma de agradecer os fãs por ter se configurado como a artista mais reproduzida do ano no Spotify. O lançamento serve a faixa como terceiro e último single promocional do Midnights, além de servir como último foco de lançamento relacionado ao álbum até então.

## Composição e letras
"You're Losing Me" é uma música criada por Swift para o Midnights, mas não entrou na lista de faixas padrão ou edições deluxe do álbum e, portanto, foi registrada como uma música "From The Vault". Swift escreveu a faixa com Jack Antonoff em 5 de dezembro de 2021 e a gravou no mesmo dia. Também produzida por eles, "You're Losing Me" é uma balada downtempo "arejada" com sintetizadores cintilantes, impulsionada por batidas esparsas, mas constantes, trazendo como sample os batimentos cardíacos de Swift. A produção incorpora bateria, percussão, piano, violoncelo, violino, Wurlitzer e Mellotron. A faixa foi mixada por Serban Ghenea com a ajuda de Bryce Bordone e masterizada por Randy Merrill. 
A letra da música é de natureza autobiográfica, descrevendo a dissolução "sem esperança" e trágica de um relacionamento. A mensagem abrangente da música é que a narradora "colocou tudo de si na luta pelo relacionamento, mas ela não sente que o esforço é retribuído". O principal motivo lírico é um jogo de palavras com a frase "estamos perdendo ele/ela" geralmente usado em departamentos de emergência retratados em programas de drama médico. Swift faz várias referências a ferimentos e doenças ao longo da música para transmitir a dor de cabeça. Um suspiro profundo começa a música. O primeiro verso retrata duas pessoas que se distanciaram em seu relacionamento romântico devido à crescente falta de compreensão mútua. No refrão, o narrador avisa o parceiro sobre o fim iminente do relacionamento, em batidas que imitam "um batimento cardíaco pulsante baixinho". A segunda estrofe revela como o casal se separou, o pós-refrão retrata a indecisão, enquanto a ponte examina as questões do romance que se esvai, na forma como o sujeito - que insiste em fingir que o relacionamento é saudável - "não irá tomar decisões difíceis" para ficar com o narrador, que se sente coagido a decidir "não continuar no relacionamento", pois há divergência de opiniões dentro do casal sobre o estado do relacionamento.
Após seu lançamento, diversos meios de comunicação e fãs da cantora começaram a levantar rumores de que a letra comenta sobre o fim do relacionamento com o ator inglês Joe Alwyn, cuja relação durou mais de 6 anos entre setembro de 2016 e abril de 2023. Na ponte, Swift sugere que o relacionamento poderia ter levado ao casamento, fazendo referência a "Lavender Haze" (2022), também presente no álbum, onde a letra falava sobre evitar falar em casamento para curtir "a fase da lua de mel". Swift também se descreve como uma "prazer patológica das pessoas", o que é considerado uma referência a "Anti-Hero" (2022), que discutia as inseguranças de Swift. Semelhanças musicais e líricas, paralelos e contrastes foram notados entre a canção e a faixa "Cornelia Street", presente no álbum Lover (2019).

## Recepção da crítica
A faixa recebeu aclamação da crítica. Steffanee Wang, do Nylon, elogiou o retrato de desgosto e tristeza sem envolver "momentos de queda do microfone" ou "acusações", o tom franco de suas letras confessionais, a estrutura da música e a contenção "palpável" de Swift em detalhes. Wang comentou que "You're Losing Me" poderia ser a música "mais devastadora" de Swift, eclipsando "All Too Well" (2012). Escrevendo para a Bustle, Stephanie Topacio Long opinou que a música é "sobre um relacionamento que vai de gravemente ferido a fatalmente danificado". A jornalista da Billboard, Ashley Iasimone, chamou "You're Losing Me" de uma balada "emocionalmente carregada" que ilustra o "fim doloroso e lento de um relacionamento de longo prazo". Para a Variety, Chris Willman apreciou a decisão de Swift de lançar a música como uma faixa bônus, já que dificilmente caberia na edição padrão deo Midnights em sua opinião, já que o álbum se inclinou para um estilo de produção sensual e otimista. Callie Ahlgrim do Business Insider batizou "You're Losing Me" como a verdadeira faixa final de Midnights, recontextualizando o álbum como um corpo de trabalho "sobre agonizar e dissociar, não apenas relembrar". Em uma lista da Rolling Stone que classifica as melhores músicas de 2023, "You're Losing Me" ficou em 86º lugar.

## Desempenho comercial
Nos Estados Unidos, dois dias após o lançamento, "You're Losing Me" estreou no número 46 na parada Billboard Hot 100, onde marcou a 54ª entrada de Swift na parada em 2023. Coletando 8,7 milhões de streams e vendendo 19.000 downloads nesses dois dias, a música estreou em primeiro lugar na parada Billboard Digital Songs - a 28ª música de Swift no topo da parada. Após sua primeira semana completa de acompanhamento, a música ascendeu ao número 27 no Hot 100 e se tornou sua 138ª entrada no top 40. Ela também alcançou o topo da parada Philippines Songs e alcançou a posição 15 na Billboard Global 200. Em outros lugares, "You're Losing Me" alcançou o pico entre os 20 primeiros em Singapura (7), Austrália (13), Irlanda (14), Malásia (14), Nova Zelândia (15), Canadá (18) e Reino Unido (20).

### Paradas semanais
| Tabela musical (2023)                | Melhor posição |
| ------------------------------------ | -------------- |
| Austrália (ARIA)                     | 13             |
| Canadá (Canadian Hot 100)            | 43             |
| Filipinas (Billboard)                | 17             |
| Global 200 (Billboard)               | 33             |
| Grécia (IFPI)                        | 78             |
| Holanda (Single Tip)                 | 1              |
| Holanda (Tipparade)                  | 17             |
| Irlanda (IRMA)                       | 14             |
| Japan Hot Overseas (Billboard)       | 20             |
| Malásia (Billboard)                  | 14             |
| Malásia International (RIM)          | 12             |
| Nova Zelândia (Recorded Music NZ)    | 2              |
| Portugal (AFP)                       | 98             |
| Reino Unido (UK Singles Sales) (OCC) | 20             |
| Estados Unidos (Billboard Hot 100)   | 46             |
| Singapura (RIAS)                     | 7              |
| Suécia (Sverigetopplistan)           | 90             |
| Suíça (Schweizer Hitparade)          | 82             |
| Vietnã (Vietnam Hot 100)             | 36             |